# Слободка (Могилёвский район)
Слобо́дка (бел. Слабодка) — деревня в составе Сидоровичского сельсовета Могилёвского района Могилёвской области Республики Беларусь.

## Население
- 2010 год — 60 человек